# SoltyRei キャラクター&ラジオテーマCD 〜ソルティ×ローズ〜
「SoltyRei キャラクター&ラジオテーマCD 〜ソルティ×ローズ〜」（ソルティレイ・キャラクターアンドラジオテーマシーディー・ソルティローズ）は、テレビアニメ『SoltyRei』のキャラクターソングが収録されたシングルである。2006年1月25日にMellowHeadから発売された。

## 概要
- CDジャケットには、ソルティとローズが描かれている。
- インターネットラジオ『ソルティレイディオ』のオープニングテーマとエンディングテーマが収録されている。

## 収録曲
1. believe...
歌：ソルティ（斎藤桃子）
作詞：Bee'、作曲：Funta、編曲：上野浩司
  - インターネットラジオ『Solty Reidio』オープニングテーマ
2. Happy Hopper
歌：ローズ（浅野真澄）
作詞：畑亜貴、作曲：太田雅友、編曲：加藤大祐
  - インターネットラジオ『Solty Reidio』エンディングテーマ
3. believe...（off vocal）
4. Happy Hopper（off vocal）